# Зубков, Даниил Ильич
Дании́л Ильи́ч Зубко́в — командир расчёта 45-мм пушки 901-го стрелкового полка (245-я стрелковая дивизия, 59-я армия, 1-й Украинский фронт), сержант.

## Биография
Даниил Ильич Зубков родился в крестьянской семье в селе Петропавловка Богучарского уезда Воронежской губернии (ныне — Петропавловский район Воронежской области). В 1937 году окончил 4 класса школы. Работал кузнецом на машинно-тракторной станции в Петропавловке. В 1937—1939 годах проходил службу в Красной армии.
15 октября 1941 года Петропавловским райвоенкоматом вновь был призван в ряды Красной армии. С декабря 1941 года на фронтах Великой Отечественной войны.
11 ноября 1943 года в районе деревни Гультяй в Пустошкинском районе Псковской области в бою огнём пушки с прямой наводки красноармеец Зубков уничтожил две пулемётные точки. Приказом по 901 полку от 14 ноября 1943 года он был награждён медалью «За отвагу».
8—12 марта 1944 года северо-западнее Пскова младший сержант Зубков, отражая контратаки противника, вместе с расчётом уничтожил 2 танка и до взвода солдат противника. Приказом по 245 стрелковой дивизии от 21 марта 1944 года он был награждён орденом Славы 3-й степени.
Приказом по 245 стрелковой дивизии от 7 августа 1944 года младший сержант Зубков за мужество и героизм в боях с немецко-фашистскими захватчиками был награждён орденом Красной Звезды. Под сильным огнём противника, обеспечил переправу стрелковых рот через реку, уничтожил 4 пулемётные точки вместе с расчётами.
14 сентября 1944 года сержант Зубков, командуя орудийным расчётом, в районе города Валга в Эстонии, поддерживая огнём наступающую пехоту и двигаясь в сней в боевых порядках, уничтожил 3 огневых точки противника, противотанковую пушку и до 15 солдат противника. Приказом по 1-й ударной армии 2-го Прибалтийского фронта от 24 октября 1944 года он был награждён орденом Славы 2-й степени.
В боях с 16 по 18 февраля 1945 года северо-западнее города Ратибор (в настоящее время Рацибуж) сержант Зубков в ходе атаки и артиллерийской подготовки уничтожил 2 пулемёта и одно орудие прямой наводки, а также нанёс большие потери живой силе противника. 17 февраля при отражении контр-атаки противника подбил самоходное орудие, одну автомашину с пехотой и станковый пулемёт с расчетом. Был представлен к ордену Отечественной войны 2-й степени, Указом Президиума Верховного Совета СССР от 23 апреля 1945 года он был награждён орденом Славы 1-й степени.
Сержант Зубков был демобилизован в октябре 1945 года. Вернулся на родину. Жил в родном селе, работал кузнецом, бригадиром, заведующим молочной фермой.
В 1985 году в ознаменование 40-летия Победы он был награждён орденом Отечественной войны 1-й степени.
Скончался Даниил Ильич Зубков 7 апреля 1997 года.